# 里脇浅次郎
里脇 浅次郎（さとわき あさじろう、1904年2月1日 - 1996年8月8日）は、カトリック教会の枢機卿、長崎大司教（第7代）、鹿児島司教（初代）。洗礼名は「ヨゼフ」。

## 来歴
1904年、長崎県西彼杵郡黒崎村出津（現長崎市）に生まれる。長崎公教神学校を経て、1930年ローマで司祭叙階。里脇枢機卿はローマ留学中に、聖マキシミリアノ・コルベ神父から東洋布教の相談を持ちかけられ、日本へ布教することを薦めた事で知られている。
その後、長崎市の中町教会主任司祭、台湾知牧などを経て、1955年初代鹿児島司教に任命、叙階された。
1968年12月19日に長崎大司教に任命され、翌年に着座。1979年には、日本人として3人目の枢機卿に親任される。1981年に教皇ヨハネ・パウロ2世が来日した際は、日本司教協議会会長として教皇の傍で活躍した。
1990年、長崎大司教を辞任し、1996年に病気のため帰天（死去）。
なお、里脇枢機卿の出身教会である出津教会は、他にも田口芳五郎枢機卿（元大阪大司教）をはじめ、司祭・修道者など聖職者を多数輩出している。また、実兄の里脇福市（1901年 - 2007年）は、マリア会修道士として、主に教育分野で活動した。

## 著書
- 『カトリックの終末論』聖母の騎士社（聖母文庫） ISBN 4882161079
- 要理教育 : 教皇ヨハネ・パウロ二世使徒的勧告ヨハネ・パウロ2世 (ローマ教皇)著（翻訳） カトリック中央協議会2002年 ISBN 4877500103